# Diamond D-Jet
Даймонд D-Jet (англ. Diamond D-Jet) — пятиместный однодвигательный реактивный бизнес-самолёт, разработан компанией Diamond Aircraft(Австрия). В 2007 году самолёт проходил сертификацию.

## Технические характеристики
- Число мест: 1 пилот, 4 пассажира

ДВИГАТЕЛЬ:
- Производитель: Williams
- Тип: FJ33-4A-19 Турбовентиляторный

ВЕС:
- Максимальный взлётный вес: 2580 кг
- Максимальный вес: 2590 кг
- Грузовая вместимость: 1016 кг

РАЗМЕРЫ:
- Размах крыла: 11.4 метра
- Длина: 10.7 метра
- Высота: 3.5 метра
- Вместимость топлива: 790 литров
- Максимальная Скорость: 583 км/ч
- Крейсерская скорость: 390 км/ч
- Максимальная высота: 7620 метров
- Практический потолок: 7500 метров
- Дальность полёта с полным топливным: 2500 км

## Цена
Базовая цена: $ 1.480.000